# Емих II (Насау-Хадамар)
Емих II от Насау-Хадамар (на немски: Emich II von Nassau-Hadamar, † 1 март 1359) от Дом Насау (Старата линия Насау-Хадамар), е от 1337 до 1359 г. граф на Насау-Хадамар.

## Живот
Той е вторият син на граф Емих I от Насау-Хадамар († 1334) и съпругата му Анна фон Цолерн-Нюрнберг († ок. 1357), дъщеря на бургграф Фридрих III от Нюрнберг († 1297) и принцеса Хелена от Саксония († 1309).
Емих II е духовник, от 1328 до 1336 г. каноник в Майнц. Брат му Йохан († пр. 20 януари 1365) последва баща им през 1334 г. като граф на Насау-Хадамар и от 1337 г. включва Емих II в управлението. Емих вероятно напуска духовничеството.
През 1350/1351 г. Емих и Йохан участват в битката на техния братовчед Ото II, граф на Насау-Диленбург, с братята Готфрид и Вилдерих III фон Валдердорф.
Емих II се жени сл. 1342 г. за Анна фон Диц (* ок. 1306; † сл. 1343/1352), вдовица на Зигфрид VI фон Рункел († 1342), дъщеря на граф Готфрид III фон Диц († сл. 1348), княз на Фалендар, и съпругата му и Агнес фон Изенбург († сл. 1274).
Емих II умира на 1 март 1359 г. бездетен. След това брат му Йохан управлява сам.